# Garofano (araldica)
In araldica il garofano è assunto come simbolo di virtù che apporta onore e ornamento.

D'oro, al garofano fogliato al naturale (Bourgfelden, Francia)
D'oro, allo scaglione d'azzurro, accompagnato da tre garofani di rosso, fogliati di verde (Valdurenque, Francia)
Partito: il 1° d'argento, ad una ruota dentata accollata ad una spiga di verde e ad un garofano di rosso; il 2° scaccato di rosso e d'argento di undici file e 5 tiri (Chiesina Uzzanese)